# Endless Summer (The Beach Boys-album)
Az Endless Summer a Beach Boys egyik válogatásalbuma, amit a Capitol 1974 nyarán adott ki.
Mivel a zenekar néhány korábbi lemeze komoly anyagi veszteséget jelentett a kiadónak, a gyenge listás szereplésük miatt, a kiadónak sürgősen kellett pótolnia a veszteségeket. Mike Love szerkesztette ezt a dupla válogatásalbumot a Beach Boys Pet Sounds előtti slágereiből. A színes, tarka borítójú Endless Summer maximálisan kifejezte a "régi szép idők" után nosztalgiázó korabeli Amerika hangulatát, és meg sem állt a Billboard lista első helyéig. Ez lett az együttes első aranylemeze 1967 óta, és három évet töltött az első 200-ban. Az 1975-ben kiadott Spirit of America című folytatás szintén kelendőnek bizonyult, s ez a két válogatáslemez újjáélesztette a klasszikus Beach Boys-hangzás iránti érdeklődést.
Az Endless Summer sikerének köszönhetően a Beach Boys ismét menő lett, de pusztán mint régi slágereket játszó nosztalgia-zenekar. 1973 és 1976 között a csapat nem adott ki új felvételeket, a koncerteken régi dalokat játszottak, főleg a hatvanas évekből. A Beach Boysnak új számokra volt szüksége, így végül Brian Wilsonhoz kényszerültek segítségért fordulni.
Az Endless Summer az első helyig jutott a Beach Boys szülőhazájában, három évig volt a listákon, és több mint hárommillió példányban kelt el.

## Számlista
Minden szám Brian Wilson/Mike Love szerzemény, kivéve ahol jelölve van.

### A-oldal
1. "Surfin' Safari" – 2:05
2. "Surfer Girl" (Brian Wilson) – 2:26
3. "Catch a Wave" – 2:07
4. "The Warmth of the Sun" – 2:51
5. "Surfin' U.S.A." (Chuck Berry/Brian Wilson) – 2:27

### B-oldal
1. "Be True To Your School" (Album Version) – 2:07
2. "Little Deuce Coupe" (Brian Wilson/Roger Christian) – 1:38
3. "In My Room" (Brian Wilson/Gary Usher) – 2:11
4. "Shut Down" (Brian Wilson/Roger Christian) – 1:49
5. "Fun, Fun, Fun" – 2:16

### C-oldal
1. "I Get Around" – 2:12
2. "Girls on the Beach" – 2:24
3. "Wendy" – 2:16
4. "Let Him Run Wild" – 2:20
5. "Don't Worry Baby" (Brian Wilson/Roger Christian) – 2:47

### D-oldal
1. "California Girls" – 2:38
2. "Girl Don't Tell Me" – 2:19
3. "Help Me, Rhonda" – 3:08
4. "You’re So Good to Me" – 2:14
5. "All Summer Long" – 2:06

Az Endless Summer (US) Capitol SVBB-11307 az 1. helyig jutott az U.S.A.-ban, és 155 hetet töltött a listákon.

## Helyezések
| Év   | Lista         | Pozíció |
| ---- | ------------- | ------- |
| 1974 | Billboard 200 | 1       |